# Malicia Do'Urden
Malicia Do'Urden es un personaje de ficción perteneciente al universo de Dungeons & Dragons y Reinos Olvidados. Madre de Drizzt Do'Urden y matrona de la Casa Do'Urden, es muy cruel y ambiciosa, por lo que consigue el favor de Lloth. Hija de Vartha Do'Urden, llegó a ser madre matrona antes de cumplir su primer centenario, debido al asesinato de esta.

## Historia
Madre matrona de la décima casa de Menzoberranzan. Tenía el favor de Lloth, por lo que una noche destruyó a la casa DeVir, cuarta de la ciudad. Esa noche, mientras dirigía el ataque dio a luz a su Drizzt,el tercer hijo vivo de la casa, por lo que iba a ser sacrificado, pero la muerte de Nalfein lo salvó. La casa Do'Urden, ahora novena de Menzoberranzan, perdió el favor de la reina araña debido a los ideales de Drizzt sobre la Reina Araña. Malicia estaba dispuesta a acabar con Drizzt, pero Zaknafein, maestro de armas, fue sacrificado en su lugar.
Drizzt se escapó aquella misma noche, y la casa Hun Ett atacó a la Do'Urden. Esta guerra duró diez años y terminó con la destrucción de la Hun Ett.
Malicia no tenía aun el favor de Lloth, por lo que pidió a la Reina Araña el zin-carla, quien se lo concedió. La matrona controló al zombi, en este caso, Zaknafein, hasta llegar a Drizzt.
Malicia fracasó. Su hija Briza Do'Urden le quita la vida en el acto con su látigo de serpientes. El cuerpo de la matrona queda machacado y destrozado.
| Malicia Do'Urden    | Malicia Do'Urden |
| ------------------- | ---------------- |
| Mundo:              | Reinos Olvidados |
|                     |                  |
| Creador             | R. A. Salvatore  |
| Lugar de nacimiento | Menzoberranzan   |
| Raza                | Drow             |
| Sexo                | Hembra           |
| Alineamiento        | Maligno          |
| Deidad              | Lloth            |
| Oficio/dedicación   | Madre Matrona    |

- Datos: Q5990585